# Juan Bregaliano
Juan Andrea Bregaliano (ur. 22 listopada 1911) – urugwajski bokser.
Uczestniczył w Letnich Igrzyskach Olimpijskich, w 1936 roku, przegrał w drugiej rundzie w wadze średniej z Jeanem Despeauxem z Francji.